# Правительственный комплекс Ченг Ваттхана
Правительственный комплекс Ченг Ваттхана (тайск. ศูนย์ราชการแจ้งวัฒนะ) — комплекс зданий Правительства Таиланда официально носит название Правительственный комплекс в честь 80-летия его величества Короля (тайск. ศูนย์ราชการเฉลิมพระเกียรติ 80 พรรษา 5 ธันวาคม 2550). Комплекс расположен в районе Лакси Бангкока.
Адрес комплекса: Бангкок, 120 Mu 3 Chaeng Watthana Soi 7, Thung Song Hong, Laksi

## История
Комплекс был построен в честь 80-летия короля Пумипона Адульядета. Строительство комплекса зданий началось в 2005 году при министре Таксине Чинавате и было завершено в 2008 году. Его торжественное открытие состоялось 17 февраля 2010 года. Стоимость комплекса зданий составила 20 000 млн. батов.
В 2014 году комплекс служил местом протестных акций самопровозглашенного Народного комитета демократических реформ.

## Архитектура
Правительственный комплекс Ченг Ваттхана представляет собой прямоугольные в плане бетонные здания в форме перевернутых пирамид. Здания имеют плоские полупрозрачные крыши, внутренние площади высотой от первого этажа до крыши. На внутренних площадях размещаются в бочках хвойные деревья, павильоны кафе и др. На крыше комплекса, по его периметру, также посажены деревья. На территории озера построено круглое двухэтажное здание, относящееся к комплексу, в котором расположен отель Centra.

## Описание
Земельный участок, на котором расположен комплекс, имеет площадь 929 800 м² и принадлежит Департаменту казначейства Министерства финансов. Комплекс находится в ведении Департамента казначейства. По комплексу проводятся обзорные экскурсии.

## Фотогалерея

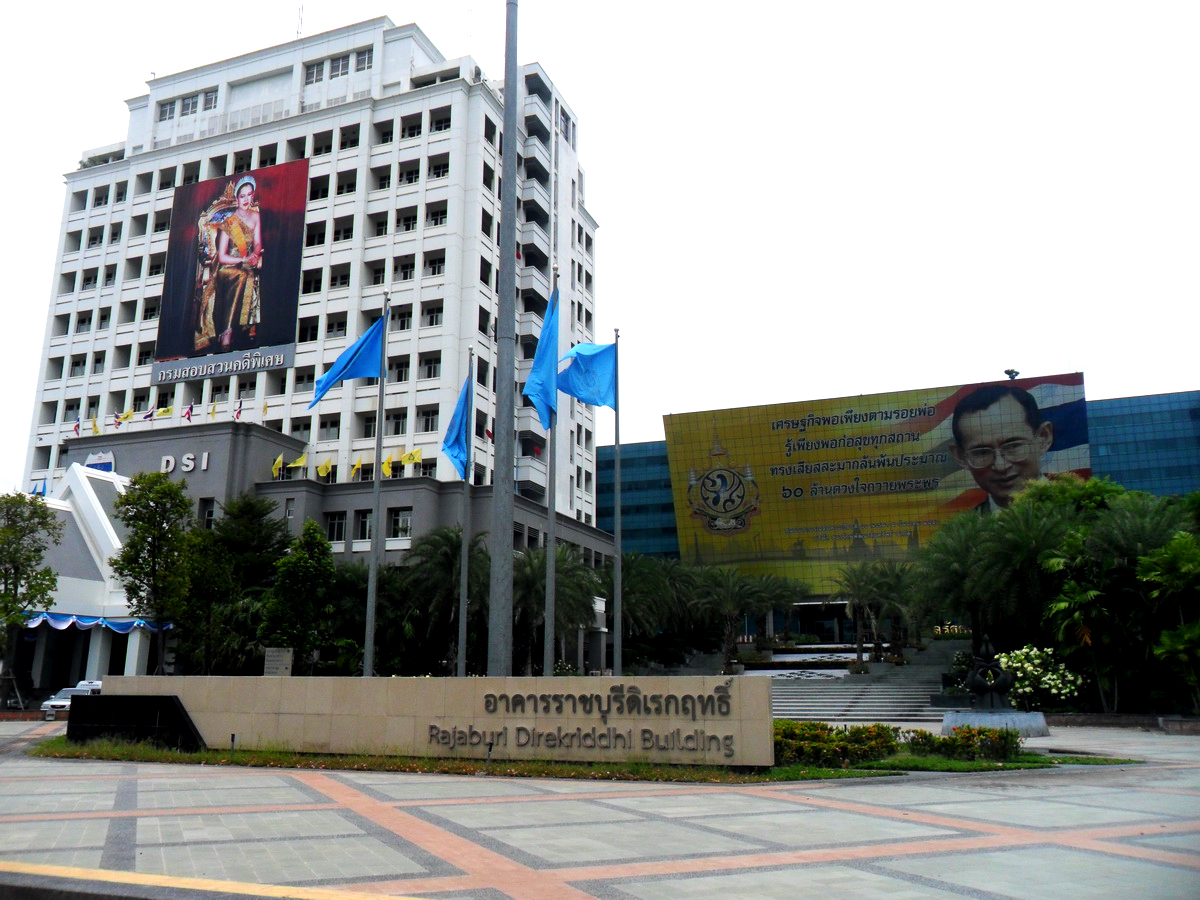
Здания правительственного комплекса Ченг Ваттхана
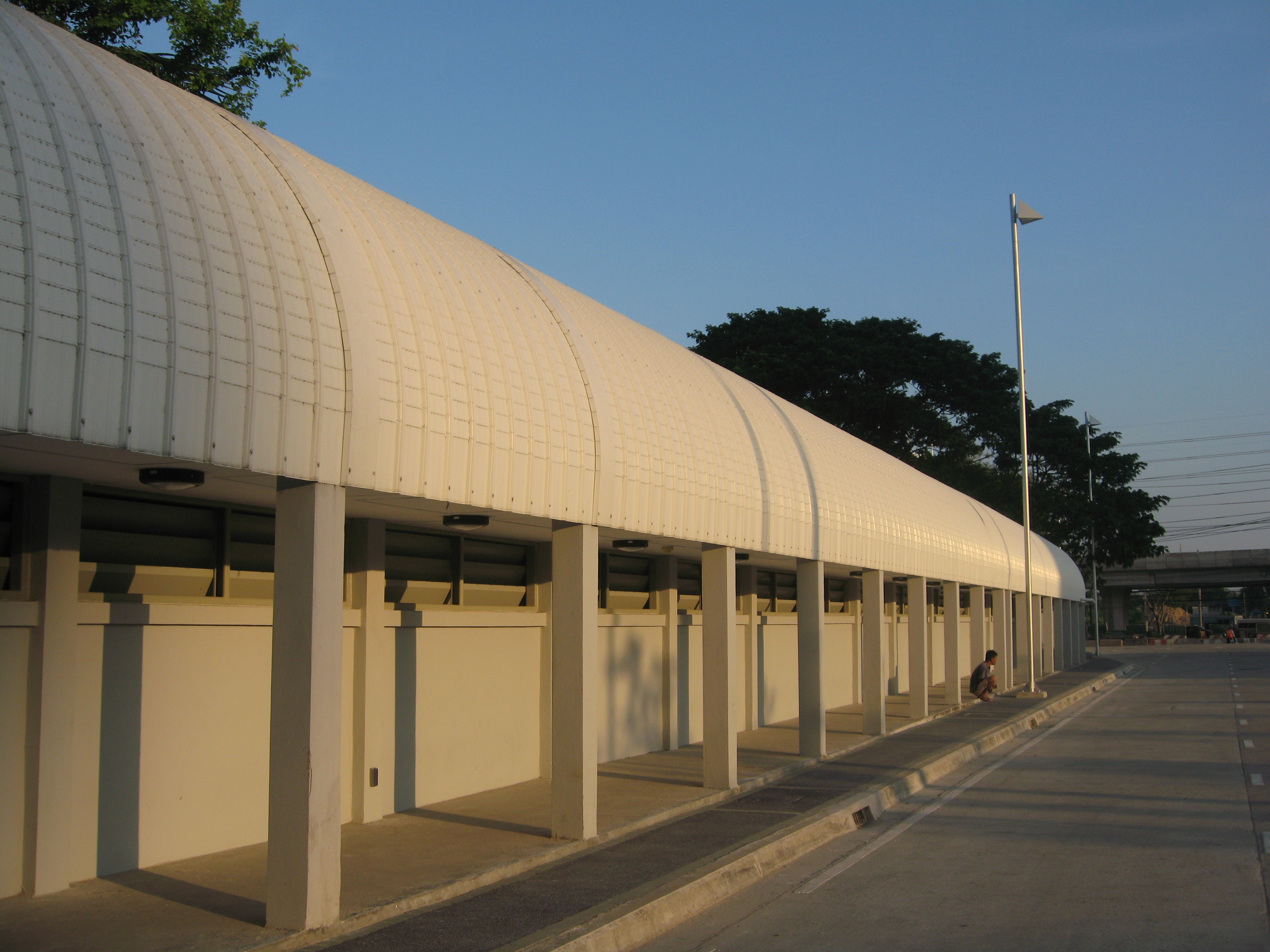
Комплекс Ченг Ваттхана
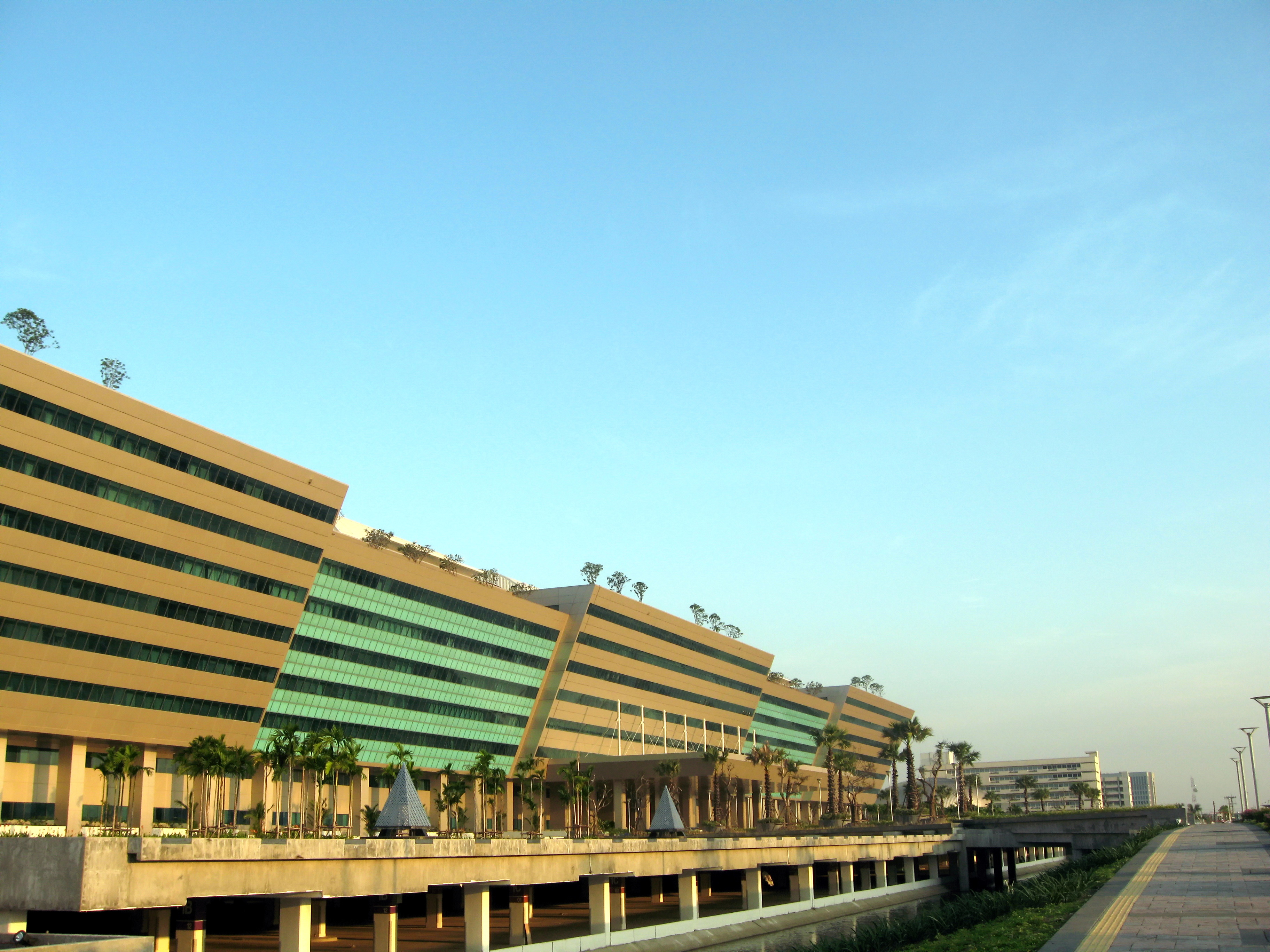
Комплекс Ченг Ваттхана
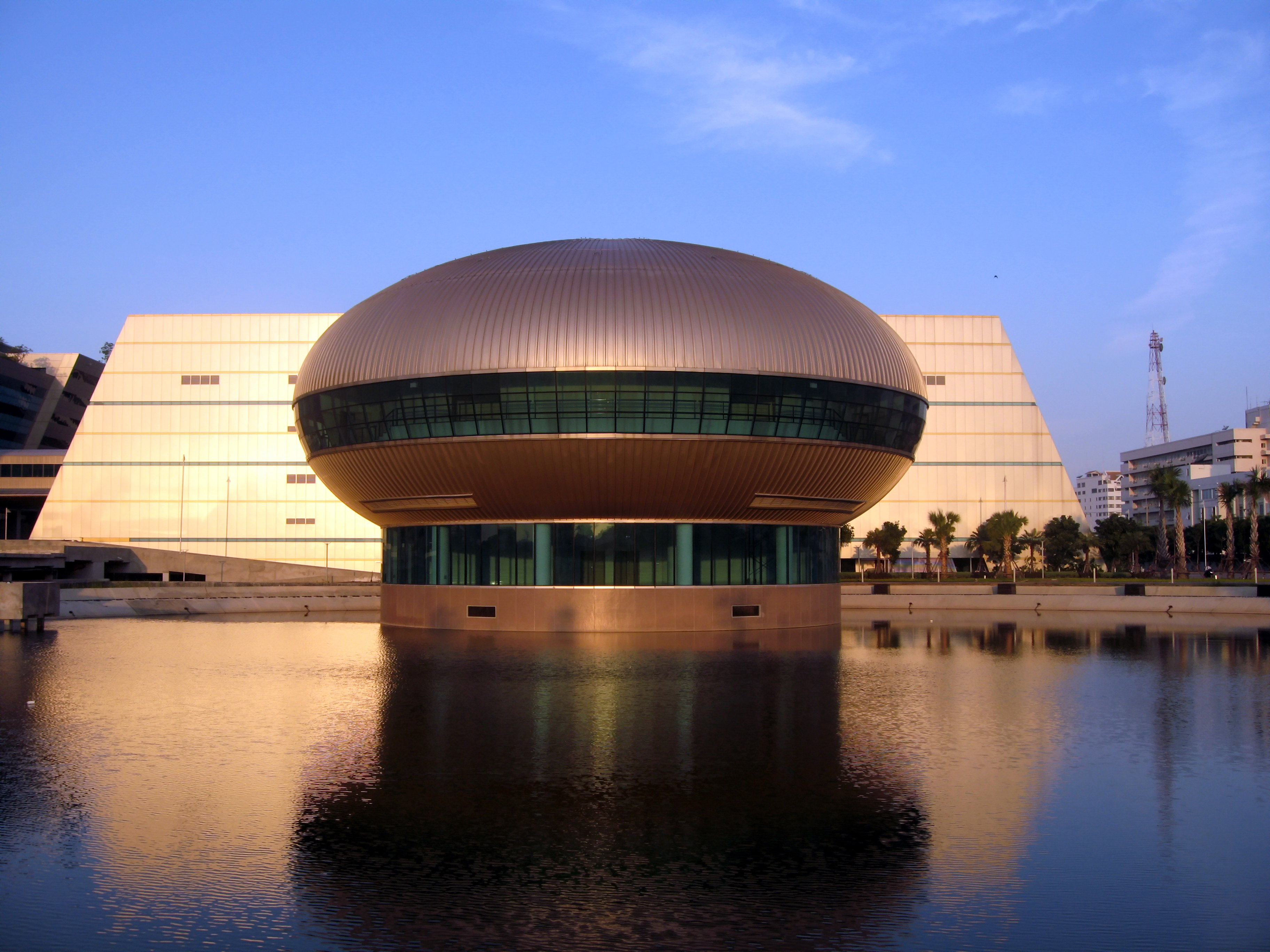
Комплекс Ченг Ваттхана

## Структура
Правительственный комплекс Ченг Ваттхана разделен на три зоны: зона А и зону Б для правительственных зданий, зону обслуживания комплекса. Правительственные здания в комплексе А делятся на две группы:
Группа А (อาคารเอ) или формально Ratchaburidirekrit Building (тайск:อาคารราชบุรีดิเรกฤทธิ์) названа по имени принца Ратчабури (1874—1920). Включает в себя здания системы юстиции: административные суды, включая Центральный административный суд, управление административными судами, высший административный суд, Конституционный суд Таиланда; суды (Центральный суд по банкротствам; Центр интеллектуальной собственности и суд международной торговли; Верховный суд), Министерство юстиции (Департамент защиты прав и свобод; Молодёжный отдел; Секретариат по вопросам юстиции), Генеральная прокуратура.
Группа Б (อาคารบี) или формально Ratthaprasatphakdi Building (тайск:อาคารรัฐประศาสนภักดี)). Включает в себя здания учреждений: Независимые агентства (Избирательная комиссия Таиланда; Национальная комиссия по правам человека; Офис омбудсмена), Министерство финансов (Офис региональных доходов Бангкока; Министерство финансов), Министерство иностранных дел, включая Департамент по консульским вопросам, Министерство цифровой экономики (Национальное статистическое управление Таиланда; Постоянный секретариат по информационным и коммуникационным технологиям; Бангкокское иммиграционное управление, Агентство развития промышленности (общественная организация), Министерство внутренних дел (Департамент развития муниципальных образований; Департамент земельных ресурсов), Министерство юстиции (Центральный институт судебной экспертизы; Отдел специальных расследований; Управление по вопросам правосудия), Министерство природных ресурсов и охраны окружающей среды, включая учреждение биоразнообразия (общественная организация); Департамент морских и прибрежных ресурсов; Организация по контролю за выбросами парниковых газов (общественная организация), Министерство здравоохранения, включая Управление национальной безопасности в области здравоохранения), Министерство науки и техники, включая Агентство развития геоинформатики и космических технологий (общественная организация), Канцелярия премьер-министра (Комиссия по защите прав потребителей; Национальный экономический консультативный совет), Парламентские агентства, включая Институт короля Праджадхипока, Королевская тайская полиция (Иммиграционное бюро; Бюро судебно-медицинская экспертиза).
В других зданиях размещаются отели международного аэропорта, конференц-центр «Wayuphak Hall» и др..